# مارك لاذام
مارك وليام لاذام (بالإنجليزية: Mark William Latham) هو كاتب وسياسي أسترالي سابق.

## روابط خارجية
- مارك لاذام على موقع الموسوعة البريطانية (الإنجليزية)
- مارك لاذام على موقع مونزينجر (الألمانية)